# Rosalba stigmatifera
Rosalba stigmatifera là một loài bọ cánh cứng trong họ Cerambycidae.